# Janvier 1934
Cette page présente les faits marquants du mois de janvier 1934.

## Événements
- Création du collège supérieur de Yaba près de Lagos[1].
- Les pilotes soviétiques Fedossenko (ru), Vassenko (ru) et Oussiskine (ru) atteignent l'altitude record de 21 946 m avec un ballon stratosphérique Osoaviakhim-1 (en).

- 1er janvier[2] : arrestation de Leonard Howell, l'un des fondateurs du mouvement rastafari.

- 3 janvier : gouvernement libéral de Gheorghe Tătărescu en Roumanie (fin en 1937).

- 5 janvier, affaire Stavisky, France : Gustave Tissier, arrêté en décembre, implique le député-maire radical de Bayonne (Dominique-Joseph Garat) dans le scandale des faux bons de caisse du crédit municipal.

- 8 janvier :
  - France : Alexandre Stavisky, financier et escroc accusé d’être à l’origine de l’émission des faux bons, est retrouvé mort dans un chalet de Chamonix. On ne sait pas s'il s'agit d'un suicide ou d'un assassinat ;
  - Allemagne : inauguration, en présence de dignitaires nazis et de représentants du Deutsche Arbeitsfront, de la nouvelle usine de la Dehomag, utilisant la technologie de la mécanographie et des cartes perforées Hollerith, située dans le quartier berlinois de Lichterfelde.

- 9 janvier, France : le ministre des colonies, Albert Dalimier, compromis dans l'affaire Stavisky, démissionne.

- 10 janvier :
  - France : Léon Daudet accuse le président du Conseil d’avoir ordonné l’élimination de Stavisky pour couvrir son beau-frère. Des manifestations de plus en plus violentes sont déclenchées par les ligues d’extrême droite ;
  - États-Unis : Premier vol du Boeing P-26A (Model 266). C'est le premier chasseur tout métal de Boeing.
  - Allemagne : Marinus van der Lubbe est guillotiné à Leipzig par le bourreau Alwin Engelhardt pour « haute trahison combinée à un incendie criminel avec préméditation » ; il est désigné comme auteur de l'incendie du Reichstag dans la nuit du 27 au 28 janvier 1933.

- 14 janvier, Royaume-Uni : premier vol du de Havilland DH.86.

- 15 janvier :
  - Séisme dans le Bihar et au Népal. Il fait 10 700 victimes[3].
  - Parti de Lyon à destination du Bourget, le Dewoitine D 332 L'Émeraude de retour d'un vol d'essai vers Saïgon s'écrase près de Corbigny (Nièvre).

- 18 janvier[4] : grève générale au Portugal.

- 20 janvier : loi dite du Führerprinzip, qui réorganise les grandes entreprises allemandes, en les mettant sous la dépendance du pouvoir nazi.

- 21 janvier : tremblement de terre en Inde britannique causant la mort de 50 000 personnes.

- 24 janvier, France : Maurice Thorez s’aligne sur la tactique dite « classe contre classe » prônée par la direction de la IIIe internationale.

- 25 janvier[5] : université de São Paulo.

- 26 janvier : la Pologne conclut un pacte de non-agression avec l’Allemagne nazie.

- 27 janvier, France : chute du président du Conseil Camille Chautemps.

- 30 janvier :
  - France : Édouard Daladier président du Conseil (2). Il forme un gouvernement à prédominance radicale et s’engage à éclaircir l’affaire Stavisky.
  - Allemagne : 
    - loi sur l'organisation nationale du travail;
    - suppression des Länder de la Constitution de Weimar. Suppression des Landtage (de). Fondation du Troisième Reich qui recueille les droits souverains des Länder.

## Naissances
- 1er janvier : Rose Bernadette Rébienot Owansango, tradipraticienne gabonaise († 21 janvier 2021).
- 3 janvier : François Yattien Amiguet statisticien ivoirien.
- 4 janvier : Zourab Tsereteli, artiste russe et géorgien († 22 avril 2025).
- 8 janvier : 
  - Jacques Anquetil, coureur cycliste français († 18 novembre 1987).
  - Georg Riedel, contrebassiste et compositeur suédois († 25 février 2024).
- 11 janvier : 
  - Jean Chrétien, premier ministre du Canada.
  - Antonio Seguí, peintre et sculpteur argentin († 26 février 2022).
- 14 janvier : Pierre Darmon, joueur de tennis français.
- 17 janvier : Cedar Walton, pianiste de jazz américain († 19 août 2013).
- 18 janvier : Moudar Badrane, homme d'État jordanien († 22 avril 2023).
- 19 janvier : Lloyd Robertson, animateur de télévision.
- 21 janvier : Émile Louis, tueur en série français († 20 octobre 2013).
- 22 janvier : Bill Bixby, acteur, réalisateur et producteur américain († 21 novembre 1993).
- 23 janvier : Pierre Bourgault, homme politique québécois († 16 juin 2003).
- 27 janvier : Édith Cresson, femme politique française, ancien Premier ministre.
- 30 janvier : Giovanni Battista Re, cardinal italien, préfet de la Congrégation des évêques.
- 31 janvier : 
  - James Franciscus, acteur et producteur américain († 8 juillet 1991).

## Décès
- 10 janvier : Marinus van der Lubbe, incendiaire supposé du Reichstag (° 1909).

- 12 janvier : André Aliker, journaliste et créateur du journal martiniquais Justice. Il dénonçait la fraude fiscal des békés. Il a été noyé au Carbet et son assassinat n’a jamais été résolu.

- 28 janvier : Armand Rassenfosse, peintre et lithographe belge (° 6 août 1862).